# Murex SAS
Murex ist ein Softwareunternehmen mit Spezialisierung auf Lösungen für Trading-, Treasury-, Risikomanagement- und Post-Trade-Transaktionen auf dem Finanzmarkt
.
Nachdem es 1986 von Laurent Néel und Salim Edde gegründet worden war, schlossen sich bald Salims drei Brüder und sein Schwager dem Unternehmen an. Murex ist ohne Fremdkapital organisch gewachsen und beschäftigt über 2.200 Mitarbeiter weltweit.
Neben seinem Hauptbüro in Paris besitzt das Unternehmen 17 internationale Niederlassungen unter anderem in New York, London, Hongkong, Beirut, Sydney, Dublin und Singapur. Murex betreut weltweit Kunden in 70 Ländern.
Die Murex-Plattform MX.3 wird von Banken, Asset-Managern, Pensionsfonds und Versicherungsgesellschaften genutzt. Zu den Kunden gehören die UBS, National Bank of Canada, Bank of China, OCBC, China Merchants Bank, the National Bank of Kuwait, Banorte. und ATB Financial
Maroun Edde ist der gegenwärtige Geschäftsführer.
Mit einem veröffentlichten Umsatz von 569 Millionen wurde Murex in der Truffle 100 Rangliste als drittgrößter französischer Softwarehersteller platziert.

## Geschichte
2013 führte National Australia Bank eine Überarbeitung des Kapitalmarktgeschäfts mit der Einführung von MX.3 zur Abwicklung von Devisen- und Geldmarktgeschäften durch. MX.3 wurde zuerst in Melbourne und anschließend im gesamten internationalen Handelsgeschäft eingeführt.
2014 übernahm die Bank DBS mit Sitz in Singapur MX.3 für ihr Risikomanagement.
UBS hat sich für Software von Murex entschieden, um einen Großteil seiner Plattform-Technologie für Anleihen zu ersetzen, einschließlich Buchung von Transaktionen, Wertermittlung und Risikomanagement. Dies galt als deutlicher technologischer Wandel bei einem führenden Kreditinstitut mit dem Ziel, Kosten zu senken und ein Flickwerk aus Systemen durch eine einheitliche Lösung zu ersetzen.
Im Jahr 2016 wurde Murex in der Truffle 100-Rangliste, mit einem Umsatz von 460 Mio. Euro das drittgrößte Softwareunternehmen Frankreichs.
Im gleichen Jahr wurde Murex von der britischen Zeitschrift Risk zum dritten Mal in Folge zum Overall Top Technology Vendor in der Kategorie Treasury and Capital Markets Industry gekürt.
Murex ging eine Partnerschaft mit Tullet Prebon ein, um TPI-Daten zur Validierung interner Modelle zu nutzen.
China Merchants Bank (CMB) nahm die MX.3-Plattform von Murex in Betrieb, um die Technologie an ihren Standorten Shenzhen und Shanghai zu optimieren, nachdem sich die Bank als eines der ersten chinesischen Finanzinstitute dem R3 Blockchain-Konsortium angeschlossen hatte.
Murex beteiligte sich am Pilotprojekt der Initiative Teen Turn Dublin, die eine Talent-Pipeline für Frauen in MINT-Fächern schaffen will.
Murex hat eine Partnerschaft mit Microsoft angekündigt, damit MX.3 in die Cloud mit Zertifizierung auf Microsoft Azure kommt.
Salim Edde, einer der Firmengründer, wird in den Panama Papers erwähnt.
Mit der Implementierung der Software-as-a Service (SaaS-) Lösung von Murex, MX.3 startete ATB Financial im August 2017 die erste Phase der Verlagerung der Verwaltung seiner Infrastruktur sowie seiner Anwendungen in die Cloud. Im Jahr 2020 wurde die letzte Phase des Cloud-Projekts mit dem GO-LIVE der Abteilung für Rohstoffhandel- und Warenhandelsgeschäfte (Commodities Desk) abgeschlossen.
2017 arbeitete Murex mit Amazon Web Services zusammen, um MX.3 auf Amazons Cloud-Plattform anzubieten. Die Cloud-MX.3-Lösung kann nicht nur zu Entwicklungs- und Testzwecken, sondern auch zum Ablauf der Produktionsprozesse, für Disaster Recovery und als Zugang zu Cloud-basierten Managed-Diensten verwendet werden.
2018 ersetzte Nationwide Building Society ihr bisheriges System durch MX.3, um weitere Finanzierungsquellen sicherzustellen, Preisregelungen zu überprüfen und verschärfte Risiko-, Liquiditäts- und Sicherheitskontrollen durchzuführen.
Banca IMI, die in Italien basierte Niederlassung von Intesa Sanpaolo, migrierte das Aktienderivategeschäft im Rahmen einer Aktualisierung der Technologie-Architektur auf MX.3.
Nach der erfolgreichen Einführung bei Jyske Bank und Sydbank kündigte der dänische IT-Anbieter im Bankensektor Bankdata an, die MX.3-Verwendung auf alle anderen Mitgliedsbanken auszuweiten. Die Softwareplattform ersetzt mehrere Altsysteme, umfasst einen kompletten Handelszyklus, zentralisiert Risikoabrechnungen und verarbeitet in Echtzeit Handelsgeschäfte und Abwicklungen.
Die Depository Trust & Clearing Corporation (DTCC) ging zur Unterstützung der gestiegenen Anforderungen in der Berichterstattung im Rahmen der Verordnung für Wertpapierfinanzierungsgeschäfte (SFTR) eine Partnerschaft mit Murex ein. Die SFTR-Lösung von Murex verbindet mit DTCC’s Global Trade Repository, vereinfacht die Berichterstattung und verringert die Implementierungskosten.
2019 kündigte Banorte, die zweitgrößte Investmentbank Mexikos, an, die Anwendung von MX.3 auf die Bereiche Risikokontrolle und Compliance zu erweitern. MX.3 ermöglicht die Automatisierung und Digitalisierung des operativen Geschäfts, einschließlich Kontrahentenrisiken, Wertberichtigung von Derivaten (XVA) und Verwaltung von Sicherheiten.
Die Joint Stock Commercial Bank Ping An Bank entschied sich 2019 für die MX.3-Plattform von Murex, die ihre gesamten Software-Anforderungen für Kapitalmärkte umfasst. Die Bank beabsichtigt damit, Lücken zwischen Front- und Back-Office zu schließen, und eine Erweiterung in neuen Bereichen zu ermöglichen.
2020 hat die thailändische Bank Krungsri (Bank of Ayudhya) die Murex IT-Plattform MX.3 implementiert, um ihre existierende IT-Infrastruktur zu vereinfachen und die Transparenz des rechtlich vorgeschriebenen Berichterstattung zu gewährleisten.
Im Jahr 2020 ermöglichte Murex das erste auf dem neuen thailändischen Referenzzinssatz THOR basierte Overnight-Indexed Swapgeschäft.
Noch vor der Umsetzung der Libor-Transition, einer globalen Initiative zur Reformierung der Richtgrößen für Zinssätze arbeitet Murex mit in enger Abstimmung mit ihren Kunden zusammen, um ihre IT-Systeme darauf vorzubereiten.

## Soziale Verantwortung des Unternehmens & Kultur
Murex nimmt an der Initiative Teen Turn Dublin teil, die eine Talent-Pipeline für Frauen in MINT-Fächern (Mathematik, Informatik, Naturwissenschaft und Technik) schaffen will. 2017 beteiligte sich Murex am Pilotprojekt Teen Turn und stellte mehrere Frauen als Mentoren für örtliche Studenten im Rahmen eines zweiwöchigen Praktikums in Dublin ein. 2018 unterstützte Murex Teen Turn erneut im Rahmen einer Veranstaltung in Dublin mit Fachmentoren und FIT-Netzwerk-Mitgliedern (Frauen in der Technik).
Im Rahmen einer Mitarbeiterbefragung wurde Murex von der französischen Zeitung Les Echos an zehnter Stelle des „Happy at Work“-Rankings 2018 eingestuft.
Im Jahr 2019 zählte Glassdoor Murex zu den drei führenden Unternehmen in Frankreich, in denen sich Mitarbeiter wohl fühlen.